# Panschwitz-Kuckau
Panschwitz-Kuckau (szorb nyelven Pančicy-Kukow) település Németországban, azon belül Szászország tartományban. Lakosainak száma 2056 fő (2023. december 31.). Panschwitz-Kuckau Räckelwitz, Crostwitz, Göda, Burkau, Elstra és Nebelschütz községekkel határos.

## Népesség
A település népességének változása:
| Lakosok száma | 2096 | 2096 | 2036 | 2053 | 2056 |
|               | 2017 | 2019 | 2021 | 2022 | 2023 |